# Бухеєшть
Бухеєшть, Бухеєшті (рум. Buhăiești) — село у повіті Васлуй в Румунії. Входить до складу комуни Вултурешть.
Село розташоване на відстані 283 км на північний схід від Бухареста, 22 км на північний захід від Васлуя, 42 км на південь від Ясс.

## Населення
За даними перепису населення 2002 року у селі проживала 941 особа, усі — румуни. Усі жителі села рідною мовою назвали румунську.